# آکمه‌ایسم

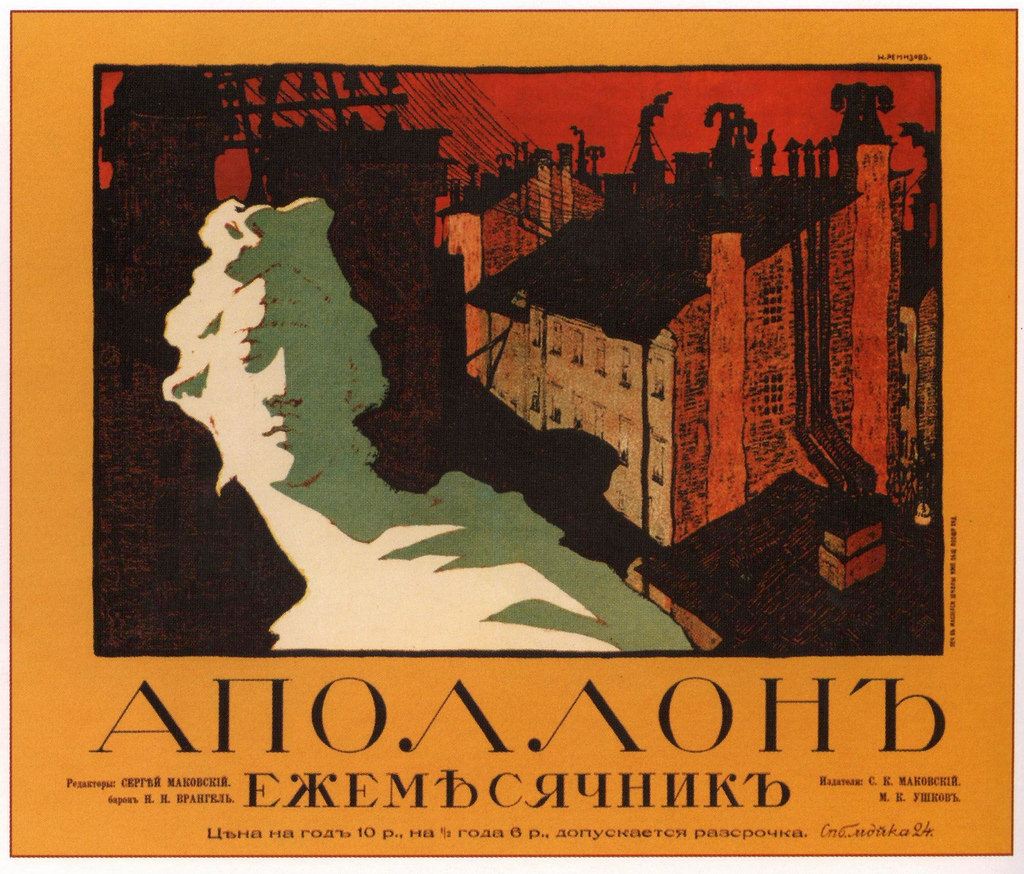
پوستر تبلیغاتی آپولون، مجله روسی هنر، موسیقی، تئاتر و ادبیات، مرتبط با جنبش نمادگرایی (منتشر شده در 17-1909).

آکمه‌ئیسم (به روسی: Акмеизм) از کلمه یونانی آکمه (به یونانی: ακμή) به معنای شکفتگی و کمال گرفته شده است. در فارسی آن را اوج‌گرایی، تعالی‌گرایی ترجمه کرده‌اند. مکتب شعری است که در اوایل قرن بیستم توسط چند شاعر جوان در سن‌پترزبورگ روسیه بنیان گذاشته شد.

## تاریخچه
آک‌مه‌ئیسم در ۱۹۱۲ توسط ۶ شاعر جوان روس پایه‌گذاری شد. این شاعران عبارت بودند از (به ترتیب تاریخ تولد):
- میخائیل کوزمین (۱۸۷۵–۱۹۳۶).
- سرگیی گارادیتسکی (۱۸۸۴–۱۹۶۷).
- نیکولای گومیلیف (۱۸۸۶-۱۹۲۱).
- آنا آخماتووا (۱۸۸۹-۱۹۶۶).
- بوریس پاسترناک (۱۸۹۰–۱۹۶۰).
- اوسیپ ماندلشتام (۱۸۹۱–۱۹۳۸).

در آغاز فعالیت آک‌مه‌ئیست‌ها سه بیانیه در مورد آکمه‌ئیسم منتشر شد. دو بیانیه که یکی را گومیلیوف نوشته بود و دیگری را گارادیتسکی در ژانویه ۱۹۱۳ شمارهٔ اول مجله آپولون منتشر شد. بیانیه سوم با عنوان سحرگاه آکمه‌ایسم توسط ماندلشتام نوشته شد این مقاله مقالهٔ سنگین و تخصصی بود به همین دلیل ۶ سال طول کشید تا شرایط انتشارش فراهم شود و سرانجام در ۱۹۱۹ منتشر شد.

## تعریف
تعریف آک‌مه‌ایسم در منابع مختلف:
فرهنگ‌نامهٔ شعر و شاعری پرینستون چاپ ِ ۱۹۷۴
«... آک‌مه‌ایست‌ها بر ابهام ِ رمزورازگرایانهٔ ِسمبولیسم، که در آن دوران بر صحنهٔ ِ ادبی‌ی ِ روسیه حاکم بود، هم‌چنین بر گزافه‌گویی‌های ِ مربوط به روح موسیقی شعر - که در واقع یعنی تمایل به کسب ِ بیش‌ترین قدرت ِ القایی‌ی ِ شعر به قیمت ِ از دست رفتن ِ وضوح و دقت ِ محسوس ِ آن - پشت ِ پا زدند و برای دست‌یابی به روشنی‌ی ِ آپولونی و دقت ِ گرافیکی در تصویرگری تلاش کردند و بر آن شدند که به جای ِ ارایهٔ ِ روح ِ درونی‌ی ِ اشیاء، بافت ِ آن‌ها را به نمایش بگذارند.
آک‌مه‌ایست‌ها شاعر را نه به عنوان ِ یک ناظر یا پیام‌آور، بل به مثابه ِ یک صنعت‌گر در نظر می‌گرفتند (و از همین رو بود که نخستین مجمع ِ ادبی‌ی ِ آک‌مه‌ایست‌ها صنف ِ شاعران نام گرفت.)
مصداق ِ کاربرد ِ این اعتقادات شعرهای ِ پختهٔ اسیپ ماندلشتام است که تسلط بر ادب ِ کلاسیک را با تصویرگری‌ی ِ فشرده و مدرن درهم می‌آمیزد؛ و نظم ِ رقیق و احساسی‌ی ِ آنا آخماتووا که خود یکی از به‌ترین شاعران ِ تغزل‌پیشهٔ ِ روسیهٔ ِ امروز به شمار می‌رود. اما نیکالای گومیلیوف نظریه‌پرداز ِ اصلی‌ی ِ این مکتب، که خود پیروی از ناوکلاسی‌سیسم را تبلیغ و توصیه می‌کرد، در شعرهای‌اش به گونه‌یی غریب‌پردازی‌ی ِ پر زرق‌وبرق تمایل داشت.
آک‌مه‌ایسم اگر چه موجب ِ پیدایش ِ شعرهای ِ برجسته‌یی شد، اما به عنوان ِ یک جنبش ِ ادبی عمری کوتاه داشت و بیش‌تر به یک ماجراجویی‌ی ِ بی‌نیتجه می‌مانست. بعد از ۱۹۱۷ نیز بی‌توجهی‌ی ِ آک‌مه‌ایست‌ها به مسایل ِ جاری‌ی ِ اجتماعی از یک‌سو، و معیارهای ِ زیباشناختی‌ی ِ محافظه‌کارانه‌شان از سوی ِ دیگر، باعث شد که نه منتقدان ِ رسمی‌ی ِ دولتی با ایشان میانه‌یی داشته باشند نه اکثریت ِ پیش‌قراولان ِ ادبی‌ی ِ زمان.»
مکتب‌های ادبی، رضا سیدحسینی، ۱۳۸۱.
«برای آکمه‌ایست‌ها اثر هنری صدرصد به دنیای محسوس تعلق دارد که باید آن را دوست داشت و به ویژه موجودیت شگرف آن، یعنی موجود انسانی و واقعیت‌های درونی او را (آخماتوا)، آثار برجستهٔ فرهنگ جهانی را، شهرها و کلیسای جامع را (ماندلشتام) گیاهان و گل‌ها و حیوانات وحشی و کاشفان شجاع را (گومیلف)، نیروهای طبیعت را (گورودتسکی). و گورودتسکی معتقد بود که باید اسم نهضت را «آدامیسم» (به انگلیسی: Adamisme) (به معنی برداشت محکم و مردانه از زندگی) گذاشت. ماندلشتام عقیده داشت که باید در بوطیقای آکمه‌ایستی جایگاه اصلی را به «کلمه» داد: کلمه – تصویر، کلمه – صدا، کلمه – معنی.»
فرهنگ اندیشه‌نو، ویراستار ع. پاشایی، ۱۳۶۹.
«جنبشی در روسیه که از نمادگرائی روئید و واکنشی در برابر عرفان و زبان پر اشاره و کنایهٔ آن بود. پیروان این جنبش می‌خواستند مجسم بودن و بیواسطگی را به‌زبان شاعرانه برگردانند. (با این شعار که) «گل سرخ را بستائیم که زیباست، نه آن‌که رمز پاکی است». شعر غنائی لطبف آن‌ها ترکیبی است از واژگان کهن شاعرانه و زبان سادهٔ روزمره»